# Goran Marković

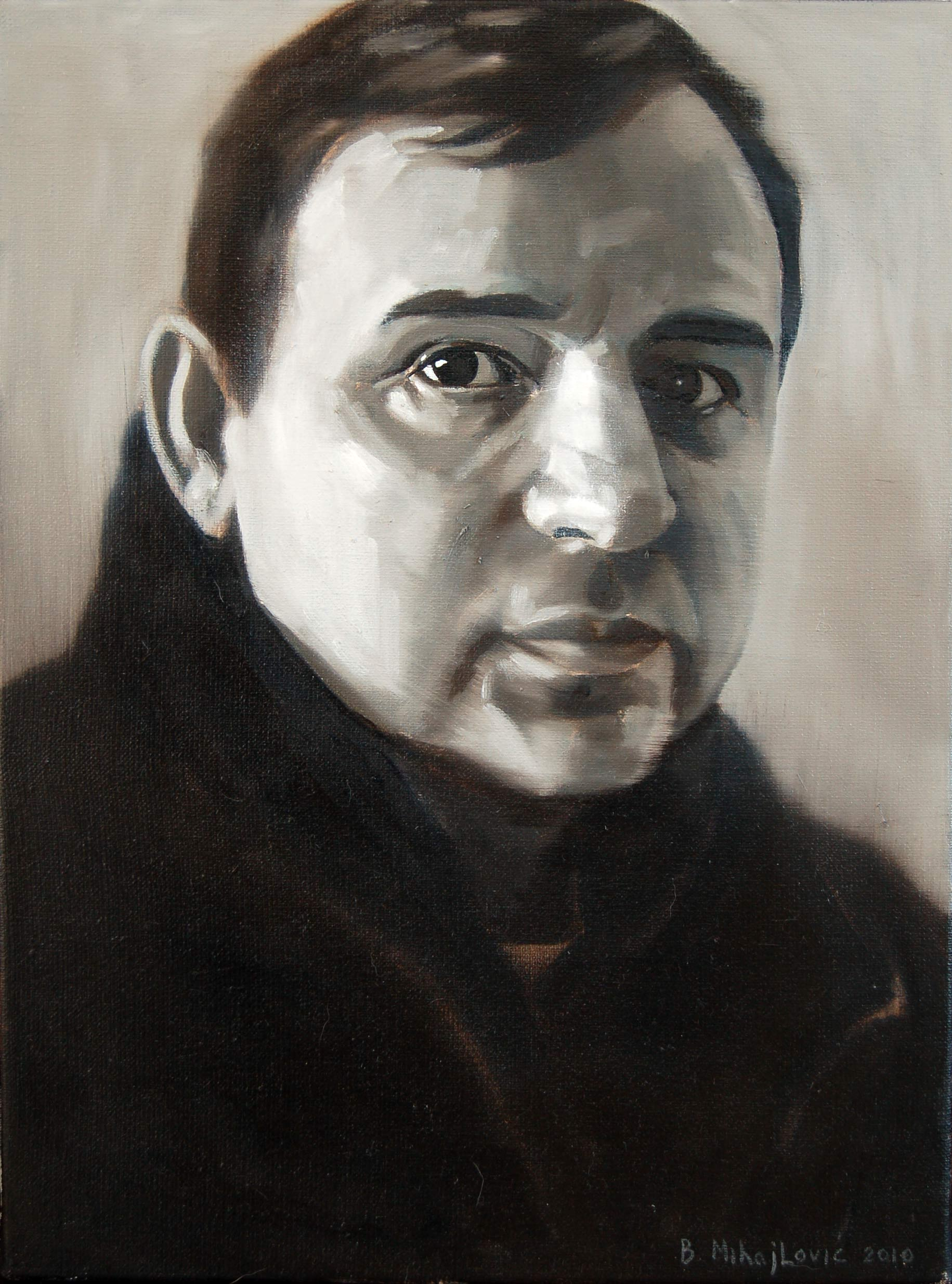
Goran Marković gemalt von Branislav Mihajlović

Goran Marković (serbisch-kyrillisch Горан Марковић; geboren am 24. August 1946 in Belgrad) ist ein serbischer Film- und Theaterregisseur.

## Leben
Goran Marković ist der Sohn von Rade Marković und Olivera Marković. Er studierte an der Akademie der musischen Künste in Prag. Für die Filme Već viđeno (1987) und Sabirni centar (1989) bekam er den Preis des Filmfestivals von Pula. Sein Film Tito i ja (1992) gewann den Preis der Filmfestspiele von San Sebastian. Marković lebt in Belgrad und unterrichtet an der Fakultät für darstellende Künste und ist Mitglied der europäischen Filmakademie. Goran Marković war ein entschiedener Kritiker von Slobodan Milošević.
Goran Marković ist Unterzeichner der 2017 veröffentlichten Deklaration zur gemeinsamen Sprache der Kroaten, Serben, Bosniaken und Montenegriner.

## Filmografie (Auswahl)
- 1977: Man nennt sie schwer erziehbar (Specijalno vaspitanje)
- 1979: Nacionalna klasa
- 1980: Majstori, majstori!
- 1982: Variola vera
- 1987: Već viđeno
- 1989: Sabirni centar
- 1992: Tito i ja
- 2000: Serbien: Das Jahr Null